# ヴェレニエ
ヴェレニエ（Velenje 発音 [ʋɛˈlɛːnjɛ] ( 音声ファイル); ドイツ語: Wöllan）は、スロベニアの市である。

## 概要
スロベニアの11箇所ある特別市の1つにもなっている計画都市で、褐炭鉱山のため、第二次世界大戦後に拡大した。
ユーゴスラビアのヨシップ・ブロズ・チトー大統領の死後、1981年にティトヴォ・ヴェレニエ（Titovo Velenje）と改名された。しかし、1991年のスロベニアの独立宣言の少し前の1990年に、元の名前であるヴェレニエ（Velenje）に戻った。
ヴェレニエには、白物家電の企業であるゴレニェの本社がある。

## スポーツ
- NKルダル・ヴェレニエ - サッカークラブ

## 姉妹都市
- エスリンゲン・アム・ネッカー、ドイツ
- ニース・ポート・タルボット、ウェールズ[3]
- スプリト、クロアチア[4]
- プリェヴリャ、モンテネグロ
- ウーディネ、イタリア

## 出身者
- アミール・カーリッチ - サッカー選手